# ユーリ・ロンチャコフ
ユーリ・ロンチャコフ（Yury Valentinovich Lonchakov、ロシア語:Юрий Валентинович Лончаков、1965年3月4日-）は、ロシアの宇宙飛行士である。3度のミッションに参加した。

## 教育
ロンチャコフはカザフスタンのバルハシで生まれ、1982年に高校を卒業するとオレンブルクの空軍パイロット学校に通った。1986年に卒業するとパイロットになった。1995年にはジュコフスキー空軍アカデミーに入学し、1998年に卒業して航空工学研究者になった。

## 軍事のキャリア
パイロット学校卒業後、ロンチャコフはロシア海軍でパイロット等として従軍した。彼は1400時間以上の飛行経験を積んでクラス1のパイロットになり、パラシュートでも526回のジャンプを行った。

## 宇宙飛行士のキャリア
ロンチャコフは1997年12月にガガーリン宇宙飛行士訓練センターのテスト宇宙飛行士候補に選ばれた。彼の最初の宇宙飛行はスペースシャトルのSTS-100で、国際宇宙ステーションでカナダアーム2の取付け作業を行った。ロンチャコフは2002年にソユーズTMA-1で再び国際宇宙ステーションを訪れ、ソユーズTM-34で帰還した。

### 国際宇宙ステーションの滞在ミッション
ロンチャコフは、当初第19次長期滞在のフライトエンジニアに選ばれたが、サリザン・シャリポフが外れたのに伴って、第18次長期滞在にスライドした。ロンチャコフは機長のマイケル・フィンクと宇宙旅行者のリチャード・ギャリオットとともに2008年10月12日7:01 UTCにソユーズTMA-13で打ち上げられた。リチャード・ギャリオットの搭乗中、ロンチャコフはマイケル・フィンク、グレゴリー・シャミトフ、リチャード・ギャリオットとともに、史上初の宇宙で撮影したSF映画であるApogee of Fearの撮影を行った。ロンチャコフは2009年4月8日に地球に帰還した。

### 宇宙飛行士からの引退
彼は2015年のISS滞在ミッションに任命されていたが、2013年9月にもっと良い仕事があるとして自己都合による退職を行った。この際は高給が得られる民間企業への転職が噂されていた。その後、ロシア連邦宇宙局に在職することになったと事実関係のみが伝えられた。